# Луганский уезд (Орловское наместничество)
Луганский уезд — административная единица в составе Орловского наместничества Российской империи. Административный центр — город Лугань (ныне не существует).
Луганский уезд был сформирован 5 (16) сентября 1778 года из окраинных земель Севского уезда с присоединением частей Карачевского и Кромского уездов. Новообразованный уезд охватывал оставшуюся территорию Севского уезда с северо-запада, севера и востока. При этом уездный город Лугань располагался в северо-западной части уезда и был сильно удалён от его восточной части.
Такое нерациональное расположение уездного центра явилось одной из причин упразднения 25 июня (6 июля) 1782 года города Лугани и назначения уездным городом бывшего села Дмитровки (ныне город Дмитровск).
В 1797 году Дмитровский уезд был объединён с Севским, а в 1802 вновь сформирован, но уже в иных границах. Так территория бывшего Луганского уезда оказалась разделена между этими двумя уездами.
Ныне территория бывшего Луганского уезда входит в состав Брянской и Орловской областей (Брасовский, Комаричский, Дмитровский районы).